# Grythytte och Hällefors bergslag
Grythytte och Hällefors bergslag tidigare Grythytte bergslags härad var ett härad i den nordvästra delen av landskapet Västmanland. Häradet omfattade delar av nuvarande Hällefors kommun, vilken är en del av Örebro län. Den totala arealen mätte knappt 903 km² och befolkningen uppgick år 1907 till 8 416 invånare. Tingsställe var Grythyttan till 1904 då det flyttade till Nora.

## Geografi
Grythytte och Hällefors bergslag utgjorde den nordvästligaste delen av Bergslagen i landskapet Västmanland. Det hade en köping - Hällefors köping och ett municipalsamhälle - Grythyttan. Största tätorten är numera Hällefors belägen c:a 80 km nordväst om Örebro. Området är sjörikt och genomflyts av Svartälvens övre lopp, vilken senare flyter genom sjöarna Norr- och Sörälgen, Torrvarpen och Halvarsnoren för att senare mynna i Möckeln i värmländska Karlskoga. I sydost återfinns sjön Lundsfjärden. Området är en del av den vidsträckta Noraskog som i söder också omfattar Nora och Hjulsjö bergslag. Landskapet är bergigt med flera kullar som överskrider 300 m ö.h. Bergslaget gränsade i söder till Karlskoga bergslags härad och i öster till Nora och Hjulsjö bergslag och Nya Kopparbergs bergslag. I norr låg Nås tingslag i nuvarande Dalarnas län och i väster Färnebo härad i Värmlands län.

### Socknar
Grythytte och Hällefors bergslag omfattade två socknar.
- Grythyttan
- Hällefors som 1950 ombildades till
  - Hällefors köping

## Historia
Häradet har sitt namn från Grythytte bergslag och Hällefors bergslag, två enheter i bergsrättens jurisdiktion.

### Landskap, län och finnar
Slättbygderna i landskapet Närke befolkades tidigt, vilket många fornlämningar vittnar om. Namnet härrör ursprungligen från namnet på dess invånare – närborna – vilket kan härledes till Närsundet i området kring Kvismare kanal sydost om Örebro. Närborna var således de som bodde vid sundet.
Under 1300-talet hade landskapet ungefär samma utsträckning som idag och utgjorde en egen lagsaga med egen lagbok. Under denna tid räknades området Noraskog till just Närke, och området kom först under 1570-talet att hamna under slottslänet i Västerås. Hädanefter blev man del av landskapet Västmanland, som tidigare inte utsträckt sig längre västerut än till Järleån strax öster om Nora. Under mitten av 1600-talet kom området att utgöra ett eget län, vilket kom under Örebro län först år 1648.
Under medeltiden var bergslaget mestadels skogsbygd. Det var först under 1600-talet som bergsbruket också kom att sprida sig till bergslagets områden. En inflyttning av finska nybyggare ledde till att en "finnmark" uppstod, och områdets ursprung var tydligt ännu långt in på 1800-talet.

### Socken, silver och ort
Grythyttans socken inrättades år 1633 av områden från de intilliggande häraderna och bergslagen. Området fick bergsprivilegier år 1641. Avsikten var att en stad med namnet Grythem också skulle grundas på platsen, som redan tidigt hade stadslika strukturer. Detta kom dock på skam år 1682 då rättigheterna drogs in; man hänvisade till att en sådan konkurrens skulle kunna slå ut de närbelägna städerna Nora stad och Lindesbergs stad, vilka grundats vid samma tid som Grythyttan.
På orten hade en hytta troligtvis funnits sedan 1400-talet. De nya malmfyndigheterna av bland annat silver gjorde att bergsbruket tog fart på flera platser i bygden – bland annat i Saxhyttan, Älvestorp, Kärvingeborn och Rockesholm. Vid den sistnämnda uppstod under 1700-talet ett fullskaligt bruk.
Utanför Hällefors fanns Sveriges näst största silverfyndighet. Denna påträffats redan år 1634, och här kom ädelmetallen att brytas ända fram till år 1977. Gruvan utökades med tiden med ett järnbruk, och en herrgård uppfördes kring det som kom att bli Hellefors bruk. Hällefors kyrka uppfördes år 1644, men huvudortsfunktionerna för bygden förefaller alltjämt ha legat i Grythyttan där bergslagets tingsplats också låg.
1877 fick området järnvägsförbindelse, då Bergslagernas Järnvägar öppnade bandelen Ludvika-Daglösen för trafik. De komplicerade transportvägarna via små vägar, sjöar och kanaler blev då ett minne blott.

### Brunn och vatten
Söder om Grythyttan öppnades år 1720 en brunnsort vid Loka brunn, vilket gör platsen till en av Sveriges äldsta kurorter. Storhetstiden för kurorten inföll under 1760-talet när kung Adolf Fredrik med sin familj besökte platsen för att bota sin migrän. En kur på 6–8 liter vatten per dag lär ha botat kungen. Vartefter landets sjukvårdsresurser förbättrades under det tidiga 1900-talet blev Loka brunn en av de få kvarvarande kurorterna.
Loka finns även kvar som varumärke på buteljerat vatten från brunnen, vilket saluförs av bryggerikoncernen Spendrups. Spendrups äger sedan 2006 även själva brunnsanläggningen, som idag är konferenshotell och spa. Sedan år 2008 ingår även Hellefors Bryggeri i samma koncern.

## Län, fögderier, domsagor, tingslag och tingsrätter
Häradet har från 1779 hört till Örebro län, innan dess Närkes och Värmlands län. Församlingarna tillhör(de) Västerås stift.
- 1720-1856 Nora och Linde fögderi
- 1856-1966 Nora fögderi
- 1967-1990 Lindesbergs fögderi

Häradets socknar tillhörde följande domsagor, tingslag och tingsrätter:
- 1680-1903 Grythytte och Hällefors bergslags tingslag inom
  - 1680-1771 Norra Närkes domsaga
  - 1772-1854 Nora, Ljusnarsbergs, Linde/Ramsbergs och Grythytte häraders domsaga
  - 1855-1903 Nora domsaga (Nora/hjulsjö, Grythytte/Hällefors och Karlskoga härader)
- 1904-1950 Nora tingslag i Nora domsaga
- 1951-1970 Lindes och Nora domsagas tingslag i Lindes och Nora domsaga (Grythytte/Hällefors, Nora/Hjulsjö, Fellingsbro, Nya Kopparbergs samt Linde och Ramsbergs härader)
- 1971-2005 Lindesbergs tingsrätt och dess domsaga
- 2005- Örebro tingsrätt och dess domsaga

### Webbkällor
- Nationella arkivdatabasen för uppgifter om fögderier, domsagor, tingslag och tingsrätter